# ハーラル5世 (ノルウェー王)
ハーラル5世（ノルウェー語: Harald V、1937年2月21日 - ）は、ノルウェー国王（1991年1月17日 - ）。オーラヴ5世の第1男子。日本の報道などでは英語読みでハラルド5世とも表記される。

## 経歴
1937年、オーラヴ王太子（当時）とマッタ妃の第1男子として誕生。他国生まれではない王位継承者の誕生は567年ぶりだった。
第二次世界大戦中、ドイツ軍の侵攻により、ノルウェーは占領され、これに呼応したクヴィスリング率いる国民連合のクーデターにより傀儡政権が樹立された。父と祖父ホーコン7世はロンドンに亡命政府を樹立した。彼らはイギリスにいたが、ハーラルとその母、姉妹たちは隣国で中立国のスウェーデンに亡命した。しかし母子を受け入れることでドイツの干渉を受けることを恐れるスウェーデンからは冷遇され、更にドイツ軍とノルウェーの傀儡政府が祖父を廃位し、ハーラルを即位させようと画策。スウェーデンに数多く存在した親独派も母マッタにドイツに従うよう圧力をかけたため、母の友人でもあった米国大統領フランクリン・ルーズベルト夫妻の助けにより米国へ再亡命。ワシントンD.C.で生活した。終戦後の1945年に帰国。
高校卒業後、ノルウェー騎兵将校訓練学校・陸軍士官学校へ進み、1959年に軍隊教育を修了した。
1957年9月21日、祖父王の死去により20歳で王太子となる。オスロ大学で学んだ後、兵役終了とともにオックスフォード大学ベリオール・カレッジに留学した。
1968年8月29日、オスロのデパート経営者の娘（＝平民）であるソニア・ハーラルセンと結婚。9年間もの交際を経た恋愛結婚で、一般市民との結婚のハードルがいかに高かったが窺える。
1953年に姉ラグンヒル王女は平民である資産家との結婚のために王族特権の多くを返上させられており、1961年に平民と結婚したアストリッド王女もまた同様だった。また、祖父と父の故国デンマークにおいては王弟クヌーズ王子の子女たちがエリザベトを除き、平民との結婚のためにみな王室を離脱していた。むろん前例はなく、政府と王室は、同様に資産家の令嬢とは言え旧華族ではない正田美智子を皇太子妃に迎えた日本の皇室を参考に協議を重ねたという。当時は国民の間にも反対が多かったが徐々に収まっていった。
1991年1月17日、父王オーラヴ5世の死去により即位。
1991年6月23日、トロンハイムのニーダロス大聖堂で祝祷式（戴冠式に相当）が行なわれた。
2003年1月に膀胱癌が発見され、12月8日に手術を受けた。それまでチェーンスモーカーとして知られていたが、病気をきっかけにきっぱりやめた。

### 2024年
1月23日、デンマークの女王マルグレーテ2世（83）が生前退位して以来、初めて公の場で発言し、世界中から近年は心臓手術を受けたり、呼吸器疾患や感染症で入院したりするなど、健康状態や加齢を不安視されている為、ノルウェーでも生前退位が行われるのではと噂される中で、欧州の君主で最高齢となるが、生前退位する予定はないと改めて表明した。
2月21日、87歳の誕生日を迎える。
2月27日、AFP通信によると、ノルウェー王室は保養のためマレーシア北部のリゾート地であるランカウイ島を訪問したが、その訪問中に感染症にかかり、現地で入院したと発表した。快方に向かっているという。
2月28日、ノルウェー王室はの声明は「あと数日間入院する予定だが、帰国日は未定」とした。
3月2日、一時的に心臓ペースメーカーを装着した。
3月3日、航空機でノルウェーの首都であるオスロにある病院に医療搬送され、王室は声明で、「感染症の症状は当初より抑えられているが低心拍のため恒久的にペースメーカーが必要となる」と説明し、ペースメーカーを埋めるタイミングは感染症が完全に落ち着いてから決定するとし、来週まで入院が続く公算が大きいとした。
3月5日、ロイター通信を通じて、ノルウェー王室は低心拍のためペースメーカーを埋める処置を受けると発表。

## 親族
- （父方のはとこ）イギリスのエリザベス2世、デンマークのマルグレーテ2世。
- （母方のいとこ）ベルギーのアルベール2世。

## 人物
- 早稲田大学から名誉法学博士号を贈られている。
- 父親と同じくスポーツマンとしても有名。
- セーリングの選手としての3度のオリンピック出場経験がある。
  - 1964年東京オリンピック
  - 1968年メキシコシティーオリンピック
  - 1972年ミュンヘンオリンピック
- 2007年にはソニア王妃とともにホルメンコーレン・メダルを受章した。

## 子女
ソニア王妃との間に2子がいる。
- マッタ・ルイーセ（1971年 - ）
- ホーコン・マグヌス（1973年 - ） - 王太子